# 2954 Delsemme
2954 Delsemme este un asteroid din centura principală, descoperit pe 30 ianuarie 1982 de Edward Bowell.